# Blountstown
Blountstown är administrativ huvudort i Calhoun County i den amerikanska delstaten Florida. Orten har fått sitt namn efter indianhövdingen John Blount. Blountstown grundades 1903 och Francis Marion Yon, som låg bakom stadsplanen, var Blountstowns första borgmästare.

## Kända personer från Blountstown
- Carey Loftin, skådespelare och stuntman
- Fuller Warren, politiker